# Carpiano
Carpiano ist eine Gemeinde mit 4138 Einwohnern (Stand 31. Dezember 2023) in der Metropolitanstadt Mailand, Region Lombardei. 
Die Nachbarorte von Carpiano sind San Giuliano Milanese, Locate di Triulzi, Melegnano, Cerro al Lambro, Siziano (PV), Landriano (PV) und Bascapè (PV).

## Bevölkerungsentwicklung
Carpiano zählt 921 Privathaushalte. Zwischen 1991 und 2001 stieg die Einwohnerzahl von 2180 auf 2409. Dies entspricht einem prozentualen Zuwachs von 10,5 %.